# Canton de Quarré-les-Tombes
Le canton de Quarré-les-Tombes est une division administrative française du département de l'Yonne.

## Composition
| Nom                           | Code Insee | Intercommunalité              | Superficie (km2) | Population (dernière pop. légale) | Densité (hab./km2) |
| ----------------------------- | ---------- | ----------------------------- | ---------------- | --------------------------------- | ------------------ |
| Quarré-les-Tombes (chef-lieu) | 89318      | CC Avallon - Vézelay - Morvan | 46,05            | 677 (2014)                        | 15                 |
| Beauvilliers                  | 89032      | CC Avallon - Vézelay - Morvan | 6,21             | 98 (2014)                         | 16                 |
| Bussières                     | 89058      | CC Avallon - Vézelay - Morvan | 11,62            | 131 (2014)                        | 11                 |
| Chastellux-sur-Cure           | 89089      | CC Avallon - Vézelay - Morvan | 10,55            | 142 (2014)                        | 13                 |
| Saint-Brancher                | 89336      | CC Avallon - Vézelay - Morvan | 22,02            | 305 (2014)                        | 14                 |
| Saint-Germain-des-Champs      | 89347      | CC Avallon - Vézelay - Morvan | 35,92            | 364 (2014)                        | 10                 |
| Saint-Léger-Vauban            | 89349      | CC Avallon - Vézelay - Morvan | 33,81            | 378 (2014)                        | 11                 |

## Représentation

### conseillers généraux de 1833 à 2015
| Période                | Identité                                          | Parti                  | Qualité |
| ---------------------- | ------------------------------------------------- | ---------------------- | --- |
| 1833-1842              | Gérard Garnier (1776-1854)                        |                        | Entrepreneur d'usines Propriétaire, maire de Bussières (1831-1848) |
| 1842-1846 (décès)      | Philippe Dupin (1795-1846)                        | Majorité ministérielle | Avocat à Paris Député de la Nièvre (1830-1831, 1842-1846) Propriétaire du château de Raffigny à Gâcogne |
| 1846-1848              | Eugène Dupin (1821-1891) (fils du précédent)      |                        | Avocat, auditeur au Conseil d'État Inspecteur des chemins de fer du Bourbonnais Propriétaire du château de Raffigny à Gâcogne |
| 1848-1856 (décès)      | Comte Alfred Dupeyrat de Chastellux               | Majorité ministérielle | Auditeur au Conseil d'État Maire de Chastellux Député (1832-1842) |
| 1856-1857 (décès)      | Comte Amédée de Chastellux                        |                        | Maire de Chastellux-sur-Cure |
| 1858-1875 (décès)      | Achille Houdaille de Railly (1822-1875)           | Droite                 | Maire de Saint-Germain-des-Champs |
| 1875-1883              | Etienne Houdaille (fils du précédent) (1848-1887) | Droite                 | Sous-officier de la Garde nationale Propriétaire à Railly, maire de Saint-Germain-des-Champs |
| 1883-1907              | Eugène Chevillotte                                | Républicain            | Notaire, maire de Quarré-les-Tombes (1879-1906) |
| 1907-1939 (décès)      | Ferdinand Rostain                                 | Rad. puis DVD          | Maire de Quarré-les-Tombes (1906-1939), conseiller d'arrondissement |
| 1939-1940              | Maurice Rostain                                   | DVD                    | Maire de Quarré-les-Tombes (1939-1945) |
|                        |                                                   |                        | |
| 1945-1965 (décès)      | Georges Truchot                                   | DVG puis DVD           | Maire de Quarré-les-Tombes (1947-1965) |
| 19 septembre 1965-1992 | Jean Chamant                                      | RI puis UDF puis RPR   | Avocat - Député (1946-1977) - Sénateur (1977-1995) Maire d'Avallon (1977-1983) Membre du Gouvernement (1955-1956, 1967-1968, 1969 et 1971-1972) Président du Conseil Général (1970-1992) Président du Conseil Régional (1974-1978) |
| 1992-1998              | Georges Huguet                                    | DVD                    | Vétérinaire Conseillere municipal de Quarré-les-Tombes |
| 1998-2004              | Danièle Roy                                       | DVD                    | Maire de Quarré-les-Tombes (1997-2008) |
| 2004-2015              | M. Dominique Hudry                                | DVD                    | Retraité Maire de Beauvilliers (1989-2020) |

### Conseillers d'arrondissement (de 1833 à 1940)
Le canton de Quarré-les-Tombes avait deux conseillers d'arrondissement.
| Période                                  | Période      | Identité                                        | Étiquette          | Qualité |
| ---------------------------------------- | ------------ | ----------------------------------------------- | ------------------ | --- |
| 1833                                     | 1848         | Jean Noël Châtelain (1780-1859)                 |                    | Directeur des forges de Donzy, maire de Quarré                                                              |
| 1833                                     | 1839         | Louis Edme Tripier (1786-1854)                  |                    | Propriétaire, notaire, maire de Saint-Léger                                                                 |
| 1839                                     | 1845         | Jean-Baptiste Morot de Lautreville              |                    | Maire de Saint-Germain-des-Champs                                                                           |
|                                          |              |                                                 |                    | |
| avant 1851                               | 1852         | Philippe Barbier                                |                    | Propriétaire à Saint-Germain-des-Champs                                                                     |
| 1852                                     | 1855         | Jean Noël Châtelain                             |                    | Maire de Quarré (1831-1859)                                                                                 |
| 1855                                     | 1877         | Joseph Alexandre Pétitier-Chomaille (1820-1900) |                    | Notaire, maire de Quarré (1859-1868, 1872-1875 et 1878-1879)                                                |
| 1877                                     | 1889         | Edme Frédéric Léger (1831-1910)                 |                    | Greffier de justice de paix, Quarré                                                                         |
| 1877                                     | 1889         | Philippe Barbier                                |                    | Propriétaire, maire de Saint-Germain-des-Champs                                                             |
| 1889                                     | 1907         | Ferdinand Rostain                               |                    | Propriétaire, maire de Quarré (1906-1939)                                                                   |
| 1889                                     | 1895         | François Charlot                                |                    | Maire de Saint-Léger                                                                                        |
| 1895                                     | 1904         | Charles Picard (1848-1910)                      |                    | Rentier à Sainte-Magnance                                                                                   |
| 1904                                     | 1919         | Pierre Boussard                                 | Républicain        | Propriétaire, maire de Saint-Léger                                                                          |
| 1907                                     | 1910         | Henri Camus (1853-1919)                         | Radical            | Conseiller municipal de Quarré, Président du syndicat agricole                                              |
| 1910                                     | 1915 (décès) | Léon Châtelain                                  | Républicain        | Adjoint au maire de Quarré                                                                                  |
| 1915                                     | 1919         | siège vacant                                    |                    | |
| 1919                                     | 1940         | Charles Legros (1876-1962)                      |                    | Conseiller municipal de Quarré                                                                              |
| 1919                                     | 1940         | Louis Truchot                                   | Cartel des Gauches | Propriétaire à Quarré                                                                                       |
| 1940                                     |              |                                                 |                    | Les conseils d'arrondissement ont été suspendus par la loi du 12 octobre 1940 et n'ont jamais été réactivés |
| Les données manquantes sont à compléter. |              |                                                 |                    | |

## Démographie
| 1962  | 1968  | 1975  | 1982  | 1990  | 1999  | 2006  | 2011  | 2012  |
| ----- | ----- | ----- | ----- | ----- | ----- | ----- | ----- | ----- |
| 3 490 | 3 073 | 2 642 | 2 379 | 2 215 | 2 211 | 2 222 | 2 210 | 2 203 |